# Copa Santa Catarina
A Copa Santa Catarina é o segundo mais importante torneio de futebol de Santa Catarina, atrás apenas do Campeonato Catarinense. A ideia da Federação Catarinense de Futebol é a de promover um calendário em que as equipes possam estar ativas durante todo o ano.
Durou de 1990 a 1998, quando foi paralisada. Retornou em 2006 e serviu para definir o primeiro representante catarinense à última divisão nacional (2006 a 2007: Série C e 2007: Série D) do ano seguinte. 
A partir de 2007 até 2010, o torneio passou a ser classificatório para a Recopa Sul-Brasileira, e a partir de 2010 também para a Copa do Brasil. 
A partir de 2013, as vagas para a Copa do Brasil passaram a ser cedidas aos 4 primeiros colocados do Campeonato Catarinense. Com a desvalorização e com os grandes times do estado dando pouco atenção a competição, foi novamente paralisada. 
Voltou a ser realizada em 2017 e como em edições anteriores, o vencedor ganha uma vaga a Copa do Brasil no próximo ano. O Joinville e o Brusque são os recordistas da competição com 5 títulos conquistados.

## Campeões

### Por clube
| Clubes              | Título(s)                         | Vice(s)                     |
| ------------------- | --------------------------------- | --------------------------- |
| Joinville           | 5 (2009, 2011, 2012, 2013 e 2020) | 4 (1995, 2007, 2008 e 2010) |
| Brusque             | 5 (1992, 2008, 2010, 2018 e 2019) | 3 (1990, 2011 e 2017)       |
| Marcílio Dias       | 3 (2007, 2022 e 2023)             | 3 (2012, 2019 e 2024)       |
| Figueirense         | 3 (1990, 1996 e 2021)             | 2 (1991 e 1993)             |
| Concórdia           | 1 (2024)                          | 2 (2020 e 2023)             |
| Criciúma            | 1 (1993)                          | 1 (1998)                    |
| Chapecoense         | 1 (2006)                          | 1 (1996)                    |
| Araranguá           | 1 (1991)                          | 0                           |
| Avaí                | 1 (1995)                          | 0                           |
| Tubarão FC          | 1 (1998)                          | 0                           |
| Tubarão             | 1 (2017)                          | 0                           |
| Metropolitano       | 0                                 | 2 (2009 e 2013)             |
| Hercílio Luz        | 0                                 | 2 (2018 e 2022)             |
| Inter de Lages      | 0                                 | 1 (1992)                    |
| Próspera            | 0                                 | 1 (2006)                    |
| Juventus de Jaraguá | 0                                 | 1 (2021)                    |

### Por cidade
| Cidade         | Título(s)                         | Vice(s)                     | Total | Equipes |
| -------------- | --------------------------------- | --------------------------- | ----- | ------- |
| Joinville      | 5 (2009, 2011, 2012, 2013 e 2020) | 4 (1995, 2007, 2008 e 2010) | 9     | 1       |
| Brusque        | 5 (1992, 2008, 2010, 2018 e 2019) | 3 (1990, 2011 e 2017)       | 8     | 1       |
| Florianópolis  | 4 (1990, 1995, 1996 e 2021)       | 2 (1991 e 1993)             | 5     | 2       |
| Itajaí         | 3 (2007, 2022 e 2023)             | 3 (2012, 2019 e 2024)       | 6     | 1       |
| Tubarão        | 2 (1998 e 2017)                   | 2 (2018 e 2022)             | 4     | 3       |
| Criciúma       | 1 (1993)                          | 2 (1998 e 2006)             | 3     | 2       |
| Concórdia      | 1 (2024)                          | 2 (2020 e 2023)             | 3     | 1       |
| Araranguá      | 1 (1991)                          | 0                           | 1     | 1       |
| Chapecó        | 1 (2006)                          | 0                           | 1     | 1       |
| Blumenau       | 0                                 | 2 (2009 e 2013)             | 2     | 1       |
| Lages          | 0                                 | 1 (1992)                    | 1     | 1       |
| Jaraguá do Sul | 0                                 | 1 (2021)                    | 1     | 1       |

## Artilheiros
| Ano                       | Jogador          | Clube               | Gols | Ref.                |
| ------------------------- | ---------------- | ------------------- | ---- | ------------------- |
| 1990                      | Toto             |                     | 6    |                     |
| 2006                      | Maicon Leal      | Chapecoense         | 3    |                     |
| 2007: Dados indisponíveis |                  |                     |      |                     |
| 2008                      | Lima             | Joinville           | 5    |                     |
| 2009                      | Lima             | Joinville           | 15   |                     |
| 2010                      | Lima             | Joinville           | 11   |                     |
| 2010                      | Rafael Xavier    | Brusque             | 11   |                     |
| 2011                      | Lima             | Joinville           | 6    |                     |
| 2012                      | Rafael Costa     | Joinville           | 5    |                     |
| 2013                      | Clebinho         | Guarani de Palhoça  | 6    |                     |
| 2013                      | Matheus Gaúcho   | Guarani de Palhoça  | 6    |                     |
| 2017                      | Edu              | Brusque             | 8    | [ 2 ]               |
| 2018                      | Conrado          | Hercílio Luz        | 8    | [ 3 ]               |
| 2018                      | Juninho Tardelli | Marcílio Dias       | 8    | [ 3 ]               |
| 2019                      | Moisés           | Brusque             | 9    | [ 4 ]               |
| 2020                      | Gustavinho       | Joinville           | 5    | [ 5 ]               |
| 2020                      | Zé Vitor         | Marcílio Dias       | 5    | [ 5 ]               |
| 2021                      | Marllon          | Juventus de Jaraguá | 6    | [ 6 ]               |
| 2022                      | Lucas            | Hercílio Luz        | 4    | [ 7 ]               |
| 2022                      | Luiz Fernando    | Marcílio Dias       | 4    | [ 7 ]               |
| 2023                      | Gustavo Poffo    | Marcílio Dias       | 6    | [carece de fontes?] |
| 2024                      | Saymon           | Barra-SC            | 4    | [carece de fontes?] |

## Treinadores campeões
| Ano                            | Treinador            | Clube         |
| ------------------------------ | -------------------- | ------------- |
| 1990                           | Sérgio Lopes         | Figueirense   |
| 1991–1992: Dados indisponíveis |                      |               |
| 1993                           | Luiz Gonzaga Milioli | Criciúma      |
| 1995                           | Rui Guimarães        | Avaí          |
| 1996                           | Lauro Búrigo         | Figueirense   |
| 1998                           | Nasareno Silva       | Tubarão FC    |
| 2006                           | Agenor Piccinin      | Chapecoense   |
| 2007                           | Mauro Ovelha         | Marcílio Dias |
| 2008                           | Suca                 | Brusque       |
| 2009                           | Sérgio Ramírez       | Joinville     |
| 2010                           | Joceli dos Santos    | Brusque       |
| 2011                           | Arturzinho           | Joinville     |
| 2012                           | Arthur Neto          | Joinville     |
| 2013                           | Sérgio Ramírez       | Joinville     |
| 2017                           | Waguinho Dias        | Tubarão       |
| 2018                           | Pingo                | Brusque       |
| 2019                           | Jersinho Testoni     | Brusque       |
| 2020                           | Vinícius Eutrópio    | Joinville     |
| 2021                           | Jorginho             | Figueirense   |
| 2022                           | Rogério Corrêa       | Marcílio Dias |
| 2023                           | Waguinho Dias        | Marcílio Dias |
| 2024                           | Jailson Zatta        | Concórdia     |